# آلکس بیلی
الکس بیلی (انگلیسی: Alex Bailey؛ زادهٔ ۲۱ سپتامبر ۱۹۸۳) بازیکن فوتبال اهل بریتانیا است.
از باشگاه‌هایی که در آن بازی کرده‌است می‌توان به باشگاه فوتبال چسترفیلد، باشگاه فوتبال آرسنال، و باشگاه فوتبال سنت آلبنز سیتی اشاره کرد.
وی همچنین در تیم ملی فوتبال زیر ۱۶ سال انگلیس بازی کرده‌است.